# إدارة الموارد الطبيعية
صيانة الموارد الطبيعية هي إدارة وحماية الموارد الطبيعية، واستخدامها بحكمة. وتتضمن الموارد الطبيعية كَّل الأشياء التي تساعد على تدعيم الحياة، مثل ضوء الشمس والماء والتربة والمعادن. وتعد النباتات والحيوانات أيضاً موارد طبيعية.
تضمُّ الأرض إمدادات محدودةً من موارد طبيعيةٍ كثيرةٍ. ويظل استخدامنا لهذه الموارد، يتزايد بتزايد عدد السكان، وبالتالي يرتفع مستوى معيشتنا. ويعمل المهتمون بالصيانة من أجل ضمان أن البيئة يمكن أن تستمر في الإمداد بحاجات الناس. وبدون الصيانة سوف تتبدد موارد الأرض وتتدهور أو تخرب.
تتضمن الصيانة مجموعة كبيرة ومتنوعة من النشاطات. ويعمل المهتمون بالصيانة على الحفاظ على الأرض الزراعية منتجةً. وهم يديرون الغابات لتوفّر الأخشاب، وتوفِّر المأوى للحياة الفطرية، وتزوّد الناس بفرص الترفيه. ويعملون على إنقاذ المناطق الطبيعية والحياة الفطرية من تخريب الإنسان. وهم يحاولون إيجاد الطرق لتنمية الموارد المعدنية، واستخدامها بدون الإضرار بالبيئة. ويبحث المنادون بالصيانة أيضًا عن طرق آمنة، يمكن الاعتماد عليها، وتساعد على تلبية حاجات العالم من الطاقة. وبالإضافة لذلك، يعملون لتحسين الحياة في المدينة، بالبحث عن حلول لتلك المشكلات مثل تلوث الهواء، والتخلص من النفايات، والفساد الحضري.

## التاريخ
يمكن إرجاع التركيز على الاستدامة إلى المحاولات المبكرة لفهم الطبيعة الإيكولوجية لمراعي أمريكا الشمالية في أواخر القرن التاسع عشر، وحركة حفظ الموارد في الوقت نفسه. دُمِج هذا النوع من التحليل في القرن العشرين مع الاعتراف بأن إستراتيجيات الحفاظ على البيئة لم تكن فعالة في وقف تدهور الموارد الطبيعية. نُفِّذ نهج أكثر تكاملاً مع الاعتراف بالجوانب الاجتماعية والثقافية والاقتصادية والسياسية المتشابكة لإدارة الموارد. قامت لجنة بروندتلاند بتطوير نموذج أكثر شمولية ووطنية وحتى عالمية للدعوة إلى التنمية المستدامة. في عام 2005، أنشأت حكومة نيو ساوث ويلز معيارًا لإدارة الجودة للموارد الطبيعية، لتحسين اتساق الممارسة استنادا إلى نهج الإدارة التكيفية.
في الولايات المتحدة؛ فإن أكثر المناطق نشاطًا في إدارة الموارد الطبيعية هي إدارة الحياة البرية المرتبطة غالبًا بالسياحة البيئية وإدارة المراعي.

يدير مكتب إدارة الأراضي في الولايات المتحدة الأراضي العامة الأمريكية، ويبلغ إجمالي مساحتها حوالي 264 مليون فدان (1,070,000 كم 2) أو ثُمن مساحة اليابسة في البلاد.

في أستراليا؛ تعد مشاركة المياه مثل خطة حوض موراي دارلينج وإدارة مستجمعات المياه مهمة أيضًا.